# Dancing in Orbit
Dancing in Orbit è un album della cantante pop September.
Si tratta del disco d'esordio della cantante nei Paesi Bassi e Belgio e contiene diciannove tracce, tratte da due dischi precedentemente pubblicati in Svezia, Dancing Shoes e In Orbit; il titolo del disco è infatti una fusione tra quelli dei due album precedenti.
È stato pubblicato l'8 maggio 2008 dall'etichetta discografica Silver Angel.

## Tracce
CD (Silver Angel / Digidance SAR 200706 [nl] / EAN 8711255253647)
1. Cry for You – 3:30 (Jonas von der Burg, Anoo Bhagavan, Niclas von der Burg)
2. Looking for Love – 3:24 (Jonas von der Burg, Anoo Bhagavan, Niclas von der Burg)
3. Can't Get Over – 3:06 (Jonas von der Burg, Anoo Bhagavan, Niclas von der Burg)
4. Midnight Heartache – 3:47 (Donna Weiss, Jonas von der Burg, Anoo Bhagavan, Jackie DeShannon, Niclas von der Burg)
5. Until I Die – 3:40 (Jonas von der Burg, Anoo Bhagavan, Niclas von der Burg)
6. Sacrifice – 3:58 (Jonas von der Burg, Anoo Bhagavan, Niclas von der Burg)
7. Satellites – 3:16 (Jonas von der Burg, Anoo Bhagavan, Niclas von der Burg)
8. Follow Me – 3:27 (Jonas von der Burg, Anoo Bhagavan, Niclas von der Burg)
9. Because I Love You – 3:13 (Jonas von der Burg, Anoo Bhagavan, Niclas von der Burg)
10. Star It Up – 3:02 (Brian Higgins, Niara Scarlett, Eve Bicker, Xenomania)
11. R.I.P. – 3:45 (Jonas von der Burg, Anoo Bhagavan, Niclas von der Burg)
12. Taboo – 3:42 (Jonas von der Burg, Anoo Bhagavan, Niclas von der Burg)
13. It Doesn't Matter – 3:45 (Jonas von der Burg, Anoo Bhagavan, Niclas von der Burg)
14. Sad Song – 2:54 (Jonas von der Burg, Anoo Bhagavan, Niclas von der Burg)
15. Freaking Out – 3:21 (Jonas von der Burg, Anoo Bhagavan, Niclas von der Burg)
16. Sound Memory – 3:51 (Jonas von der Burg, Anoo Bhagavan, Niclas von der Burg)
17. Flowers on the Grave – 4:18 (Jonas von der Burg, Anoo Bhagavan, Niclas von der Burg)
18. End of the Rainbow – 3:40 (Jonas von der Burg, Anoo Bhagavan, Niclas von der Burg)
19. Satellites (Live Acoustic Version) – 3:03 (Jonas von der Burg, Anoo Bhagavan, Niclas von der Burg)

Durata totale: 66:42